# Campylopus albescens
Campylopus albescens är en bladmossart som först beskrevs av C. Müller, och fick sitt nu gällande namn av Georg Friedrich von Jaeger 1872. Campylopus albescens ingår i släktet nervmossor, och familjen Dicranaceae. Inga underarter finns listade i Catalogue of Life.